# Малявина, Наталья Петровна
Наталья Петровна Малявина (род. 25 сентября 1937) — советская и российская актриса театра и кино. Заслуженная артистка РСФСР (26 февраля 1985).

## Биография
Окончила ГИТИС (1960), курс Б. В. Бибикова.
С 1960 по 2006 год служила в Московском театре имени М. Н. Ермоловой.

## Театральные работы
- «Бешеные деньги» - Лидия Юрьевна
- «Время и семья Конвей» — Хэзел
- «Горное гнездо» - Эмма
- «Дон Жуан приходит с войны» — опереточная дама
- «Лунные воды»
- «Любовь - книга золотая» — Екатерина II
- «Обманщики»
- «Старший сын» — Наталия Макарская
- «Суббота, воскресенье, понедельник» — Мария Каролина

## Фильмография
Дебютом в кино стал вышедший на экраны в 1957 году фильм «В добрый час!», снятый по одноимённой пьесе Виктора Розова, где она сыграла одну из главных ролей.

### Актриса
- 1998 — Искренне ваш, Георгий Вицин... — камео (играет саму себя)
- 1996 — Бродвей мoeй юнoсти
- 1993 — Падениe — Галимова
- 1980 — Осенних дней очарованье — Елена Сергеевна
- 1979 — Горнoe гнездo — Эмма
- 1978 — Поворот — Альбина
- 1971 — Суббота, воскресенье, понедельник — Мария
- 1964 — Гранатовый браслет — Анна Николаевна
- 1963 — Если позовёт товарищ
- 1960 — Спасите наши души — Элис
- 1957 — В добрый час! — Галина Давыдова, знакомая Андрея